# ハザカイキ
『ハザカイキ』は、演出家・三浦大輔が作・演出を手掛け、2024年3月31日から同年5月6日にかけて上演された舞台作品。主演は丸山隆平。
上演時間は2時間55分。

## 概要
本作は、演出家・三浦大輔が作・演出を手がけ、2021年の『物語なき、この世界。』以来3年ぶりとなる新作舞台である。本作の主演を務めるのは三浦と初タッグとなる丸山隆平。
2023年4月14日に開業した、東京都・新宿区の『東急歌舞伎町タワー』の6階に新たに常設された劇場『THEATER MILANO-Za』のオープニングシリーズのラストを飾る作品として上演された。
本作は「マスコミ」と「タレント」という現代の芸能界を舞台に、時代の価値観の変容に振り回されながら葛藤し続ける人々を独自の視点で描いた作品。三浦がこれまで手掛けてきた作品は肉体表現が重視されていたが、本作では会話に重きを置いた群像劇となっている。
本作の登場人物は全員「ろくでなし」であり、現代という檻の中でろくでなしたちが小さな革命を起こそうと必死にもがいていき、「自分の中の問題をどうにか打開していくのか、最後まで逃げ切るのか」がそれぞれの人物に対して描かれている。主演の丸山は、そのろくでなしが「三浦の戯曲の魅力」であると語っている。
本作のタイトル「ハザカイキ」は、物事の入れ替わりの時期を表す「端境期（はざかいき）」を意味している。
丸山は2024年2月4日に所属グループが関ジャニ∞からSUPER EIGHTに改名後、初の舞台出演となった。
勇を演じた九条ジョーは本作で演劇初挑戦である。
2024年5月26日に、定額動画配信サービス『Hulu』にて、開催済みの公演をライブ配信する「擬似生配信」を実施。擬似生配信終了後は、同年6月26日まで見逃し配信が行われた。さらに、視聴チケットの購入特典として、三浦・丸山・勝地・恒松が本作の見どころや稽古場エピソードを語った囲み取材の映像が配信された。
2025年5月3日には、WOWOWライブにて本作がテレビ初放送予定。さらに、同日よりWOWOWオンデマンドにて配信開始予定。

## 制作

### 本作の構想
本作のプロットは初演から約7年前から三浦が構想していた。
三浦がテレビで放送される芸能人の謝罪会見や記者会見を見ていた際に、そのタレントが大勢の人々に囲まれた状態で何かしらの自己表現をすることによって生まれる臨場感や、その場の誰かの一言で流れが変わる雰囲気などに対して「非常に演劇的だ」と感じており、「これを演劇作品として立ち上げて、ライブ空間でお客さんに見てもらう状況が面白い」「謝罪会見のシーンを演劇の中で扱ってみたい」と思いついたことが本作の始まりだという。
しかし、このテーマを面白いアイデアだと思ったものの、7年前の時点では三浦曰く「作品として世に出すベストなタイミングが掴めなかった」として実現しなかった。その後、三浦は『そして僕は途方に暮れる』や『物語なき、この世界。』を先に手掛け、ようやく「『ハザカイキ』をやるなら今だな」と考え、今回の実現に至ったという。なお、当初の着想から7年経ったが、三浦はここまで作品と時代がリンクするとは想定していなかったという。
なお、「価値観の変客に踊らされる人々を描いた物語」という設定は三浦が長年温めて来たものだという。

### キャスティング
本作の企画が立ち上がった際に、「丸山くんに是非"芸能記者の男"を演じて欲しい」と三浦が直々に丸山を菅原役に指名した。また、三浦は周囲から丸山の性格を「明るい」「人懐っこい」と聞いており、その印象は丸山と会った後も変わっていないが、丸山と実際に話すと、三浦曰く「良い意味でのダークな部分も秘めている」ということが分かり、丸山のことを「今回の菅原役にぴったり」と改めて感じたという。
登場人物のキャスティングについては、芸能界が舞台の作品であるため、各人のバックグラウンドに統一感がないほうが面白いことになりそうということを意識したという。それぞれのキャリアのスタートは様々だが、情熱を持って芸能界で活動しているため、これまでの活動の中で何かに葛藤することがあったはずであり、そういった個々の想いも作品に反映されることを期待したという。
本作の題材は「芸能界とマスコミ」だが、三浦は芸能界にはいるもののタレントではないため、分からないことや持っていない感覚が多々あり、そういった部分を実際にタレントとして芸能界の第一線で活躍している本作のキャストにアイデアを貰っているという。また、そういったタレントは当事者として芸能界について実感を持って知っており、本作のテーマに個々の思考や感情を乗せやすいからこそ生まれるキャストの「リアルな演技表現」を三浦が実際に目の当たりにしているという。なお、実際に丸山も「アイドルをやっているからこそ見えてくる面もあると思うので、そういう部分はふんだんに利用していこうとは思っています」とコメントしていた。

### 脚本・構成
三浦曰く、本作は短いシーンの連なりによって生まれるものであり、「全てを並べたときにどう見えるのか」が重要であるため、まずは全体像を掴み、各シーンを成立させることを優先させて、詰めの作業は後回しにしているという。さらに、本作の舞台セットが複雑なこともあり、稽古が始まる1か月前には台本を仕上げていたという。
丸山は稽古に入る前に三浦と食事をしたといい、その時はまだ三浦が脚本を書いている途中だったため、丸山が「話や役について話をすると急かしてるみたいで嫌らしい」と気遣い、丸山曰く「シリアスな大人の話とかじゃなく、小学生男子のような話」ばかりしていたという。その後、完成した台本を丸山が読んだ後に三浦と企画で対談し、丸山は「引っ掛かるところが全くなかった」「菅原が発するどの言葉も、すっと自分の中に落ちてきた」「普段の生活をしている時と、記者として現場に立つ時の顔がふっと変わる様子が、文字から浮かび上がってきた」「菅原の掴みどころのなさが絶妙」と賞賛している。なお、菅原という役は、もともと丸山をイメージして三浦が書いた役であるため、三浦は「稽古では演出家として明確に方向性を示せる」と語っている。
通常は、誰かがスキャンダルの証拠を雑誌に撮られ、撮られた人がCMを降板した場合に、一般人は記事になった内容や「CMを降板した」という事実しか知り得ないが、本作では「誰が撮ったのか」、「水面下でスポンサー関係がどう動いたか」、「家族や友人がどういう思いをしているか」、「誰がリークをしたのか」といった、撮られた先の話を題材としており、その中で人がどういう気持ちになり、どのように日々生活をしているのかという部分を深掘りしている。
丸山は、芸能記者という「撮る側」、タレントという「撮られる側」、両者の心情・事情は、劇中には欠かせない要素の一つであるものの、作品の中心軸のベクトルが単にそういった職業には向いていないと考えており、それ以上にその人物が「自分がアクションを起こしたことで他人にどのような影響を及ぼし、その影響を受けた人物もどういうメンタルになり、どういう選択をしていくのか」が大事だと考えている。記者がスキャンダルなどのスクープを撮り、それを世に晒した時の「責任の有無」や「人間としてどんなことを感じながら物語のラストに向かっていくのか」、「最後まで逃げるのか、何かを選択して乗り越えていくのか、きっかけだけで終わるのか」というところを観客に注目して欲しいと語っている。
また、単純に「芸能人と記者」という視点で考えるだけではなく、何か記事が出るとそれに対してコメントする人や、テレビで発言する専門家など様々な人がいるが、一般人からすると普段は「対岸の火事」として遠いもののように感じているようなことも丸山らが演じて届けることによって、観劇する人の人生を豊かにするための何か1つのきっかけになってくれたら嬉しいと語っている。
上演当時の2024年に蔓延る問題の一つであるメディアやSNSに飛び交う無責任な誹謗中傷も取り上げているが、脚本を執筆した三浦としては、「芸能界や週刊誌にメスを入れる」や「世間への問題提起」ということよりも、「シンプルに人間ドラマをつくりたい」「この時代の人々の営みを描きたい」といった想いが本作の根底にあり、「時代の流れに付いていけない人間たちが右往左往する物語」として描いているという。また、丸山もこのことは考えており、本作は派手さや社会的なメッセージというよりは、「物語の中で揺れ動く人たちの葛藤や想い」などをエンターテインメントとして描いた人間ドラマが中心であるため、「見に来てくださった方がリアリティを体感しながらも、身近な人を大事にできるような舞台」と捉えており、同様の趣旨を三浦が対談で話していたことを聞き、丸山が脚本を通して感じたこととの意識の齟齬はあまりなかったという。
三浦が本作の執筆時に特に気をつけていたのは、「登場するすべての人たちを肯定しよう」ということだという。これは「罪を犯したり誰かを傷つけた人を肯定する」というわけではなく、「誰かが何か誤った選択をしてしまうその過程を嘘なく描けば、その存在まで否定されることはない」と考え、「善悪を明確に分けることは避ける」「突き放すことなく踏ん張って、そういう人たちなりの正義を探し、考えてみる」という視座を持って執筆したという。なお、これまで三浦が手掛けた作品は三浦自身の考えを曲げずに提示するものが多かったが、本作の場合は「特定の価値観を押し付けるようなことはしたくない」と語っており、それぞれのキャラクターを掘り下げていく過程で、「価値観が凝り固まっている人間だって、冷静な視点から見れば許してあげられるかもしれない」いう視点を探す作業が多かったという。
本作の人間の描き方は、三浦が過去に手掛けた『物語なき、この世界。』の延長線上にあるものだと三浦は感じており、テーマの置き方が同作以前とは大きく変わってきているという。これは、「特定の個人ではなく、その人間を取り囲む、より大きなものを捉えたい」という思いがあり、本作で描いている「人間は感情よりも理屈が先にある」という考え方が、作品づくりをするうえでのこと最近の原動力になっており、この部分をエンターテインメントに昇華させることが演劇領域における三浦自身の作家性だと考えているという。また、同作は物語の存在を否定するために逆説的に物語が生まれていく作品だったため、常に「ドラマが生まれそうな瞬間を排そう」と注意していたが、本作はシンプルな人間ドラマであるものの、「シンプルな構造の中に温かさのようなものを込めたい」という想いから、逆に「いかにしてドラマを生み出せるか」を考えているという。
三浦は現代社会に対して特別に問題意識を抱いているわけではないものの、問題意識が希薄になっていると認識しており、三浦自身もそれを避けて通りたい気持ちがあり、「見て見ぬふりをして生きていきたい」と思ってしまうこともあるため、この社会の状況や時代の息苦しさの中でモノづくりをすることに萎えてしまい、なかなか創作のモチベーションが湧かないことがあるという。そこで、本作のラストシーンには三浦のこの気持ちが反映されているという。しかし、三浦は本作のラストについて「ある種のハッピーエンド」と称しており、本作を通して最も言いたいこと」であると語っている。これは、「目まぐるしく変わる時代に翻弄されて大変だけど、たったひとりでも味方がいればそれでいい」「色々と大変なことはあるけれど、それと個々がどう折り合いをつけて生きていくかが大切」ということを本作で描きたかったという。
作中で描かれている中で一貫しているのは「変化する時代にうまく適応できない人間を描いている」ということであり、「みんな善人でもなければ悪人でもない」という分かりやすさを排したことも、三浦が本作を執筆するうえで意識したポイントだという。
また、三浦は芸能界がタレントの犯した罪に対し、「本来は謝る対象ではない世間の顔色を伺う時代になった」と考えており、それに対する三浦の独自の視点を出したいと考えている。

### キャラクター・設定
登場人物のキャラクターについて、三浦は「役者さんが演じてみたいと思えるキャラクター」を描こうと意識したという。三浦曰く「それぞれが演じるキャラクターを好きになってもらうことが本作においては重要」と考えており、三浦だけが考える思惑はできるだけ排し、稽古期間中に時流が変化することもあるため、稽古場で台詞のニュアンスを変えたりしているという。
三浦は丸山演じる菅原について「丸山くん自体の素というか、普段のテレビとかで見ている丸山くんの地をそのまま使って演じてほしい」という想いを強く持っているという。また、丸山本人は週刊誌の記者ではないが「少しでも自分の（タレントとしての）仕事とリンクする部分も重ね合わせて演じてくれている」と評した。なお、丸山は菅原という役を「掴みどころのない人物」と表現しており、「人間の曖味さ」のような部分を表現として落とし込んだという。
本作のプレスコールと囲み取材を行った際に、菅原という芸能記者役を演じた丸山は芸能記者という仕事に対して「こういう思いで記者の方が情報を集めているのか」「観察しがいのある職業」「今（取材時）も何書かれているのかな」と、役の参考に集まった実際の報道陣を見回して観察していた。なお、菅原を演じるにあたり、「こういうのは観ておいた方が良い」とアドバイスを受けた、記者の映像やコメントは事前に観て勉強し、記者は「信念や志を持って仕事している」という点を念頭に置いて演じたという。
当初菅原は標準語を話す設定だったが、演じる丸山の感覚により近づけるために関西弁に変更された。
香の台詞で台本約13ページ分の長台詞があるが、香を演じた恒松曰く「人生最長」だという。なお、この台詞は三浦から「これは理屈で喋る台詞だから、感情を入れずに淡々とやってください」とアドバイスを受けたという。
裕子という役は演じた横山への当て書きだという。

### 稽古
三浦による稽古の進め方は稽古の方法がその時によって変化するといい、三浦が主宰する劇団『ポツドール』の作品と本作のようなプロデュース公演を比べても稽古の方法は変わっているという。本作の段階では「ある程度効率的に進めていくことも必要」だと考えているという。そこで本作は「細かいシーンがバトンリレーのように繋がっていく構成」であるため、その繋ぎ目をキャスト同士で共有するためにも、「チームワークを大切にしたい」と語っている。
2024年2月15日に本作の稽古が始まった。
同年2月29日より橋本浩二役の風間が稽古に参加。別の舞台に出演していたため、その休演日に本作の稽古に参加した。

### 舞台美術
三浦は本作の舞台美術に力を入れており、本作はシーン数が多いが、「抽象でなく具象でやりたい」という三浦の意向からセットを多く製作している。例として、菅原の部屋はその部屋に菅原が暮らしているような作り込みとなっている。また、ステージの上手と下手にそれぞれ回り舞台、舞台奥の上には歩道橋、舞台中央の奥からも飲み屋のような小さなセットが出てくるなど、ステージ全体に様々な舞台機構を活かした多層的なセットが組み立てられており、物語の展開に応じた舞台転換も切れ目なく行われることを重視した演出となっている。

### 演劇への想い
三浦は、本作のように「時代」を描く作品は演劇表現こそ有効的だと考えている。映画の場合は企画の立ち上がりから公開までに時間がかかるため、その間に時流が大きく変わることがあるが、演劇の場合は直前まで脚本の書き直しができるため、柔軟に対応することが可能であり、変化する時代と並走しながら物語をつくることができることが演劇の強みだと語っている。本作はもともと「謝罪会見を演劇のシーンに取り入れたい」と三浦考えたことから着想した作品だが、客席が舞台上には生身の人間が確実に存在していることを感じることができることから、その場に流れる空気や、人の体温というものも感じ取ることができるため、この体感が本作のテーマを扱ううえで重要であり、本作は特に舞台作品として表現する必然性を強く感じているという。
映像作品であれば視聴者にアップのカットを見せることが出来たり、各カットを編集でつなぎ合わせれば済むようなところも、演劇の場合は本作のようなシーン数の多い作品だと場面転換をするためにステージが目まぐるしく変える必要があるため、演劇として表現する時に工夫が必要になってくるという。しかし、このような大変な場面転換を舞台上でやるからこそ面白いと三浦は考えており、これは三浦が舞台だけでなく映像作品も手掛けているからこそ実践できることであり、三浦は「演劇表現としても新しいものが生まれるんじゃないか」と期待している。
三浦がこれまで手掛けた作品は役者の演技のリアリティに重きを置いて演出することが多かったが、三浦が自分の演劇を映画化したことで、より構造的なところに関心が向くようになったいい、三浦曰く本作は「映像向きな作品」であることは間違いないというが、敢えて舞台作品として表現することで生まれる面白さがあるという。これは、三浦が稽古場で作品をつくっているときに強く実感するといい、映像の世界も体験しているからこそ、単なる場面転換に感動することが少ないともいえる映像作品とは異なり、演劇の場合はその場面転換でさえ表現として強いものになるという点を三浦は意識しているという。なお、主演の丸山も本作のことを「演劇っぽくない」「シーンの変化の仕方に映像（作品）っぽさがある」と評している。

## あらすじ
芸能記者である菅原裕一は、国民的人気タレント・橋本香と人気アーティスト・加藤勇の熱愛疑惑を担当することになった。熱愛をリークしたのは、香の友人・野口裕子だった。菅原には同棲している恋人・鈴木里美と、親友・今井伸二がいる。菅原は里美や今井との平和な日常に安らぎを感じていたが、二人は内心、菅原の仕事を快く思ってはいなかった。
一方、香の父・橋本浩二はもともと人気俳優であったが、不倫をスクープされ芸能界から引退し、現在は芸能事務所の社長として、マネージャー・田村修とともに香のマネージメントをしており、自身の経験から香がスキャンダルを起こさないように目を光らせている。浩二と離婚した香の母・橋本智子は元女優で、現在はスナックのママとして働いている。
そんなある日、勇がとある不祥事で芸能界を追放され、事態が急変。勇との熱愛をスクープされた香にも芸能人としての存続の危機が訪れ、菅原も芸能記者として最悪の事態に陥る。

## 上演日程
| 年                                            | 月                                            | 日                                            | 時間                                          | 会場                                          |
| 東京公演（2024年3月31日 - 4月22日、全24公演） | 東京公演（2024年3月31日 - 4月22日、全24公演） | 東京公演（2024年3月31日 - 4月22日、全24公演） | 東京公演（2024年3月31日 - 4月22日、全24公演） | 東京公演（2024年3月31日 - 4月22日、全24公演） |
| --------------------------------------------- | --------------------------------------------- | --------------------------------------------- | --------------------------------------------- | --------------------------------------------- |
| 2024年                                        | 3月                                           | 31日                                          | 18:00                                         | THEATER MILANO-Za                             |
| 2024年                                        | 4月                                           | 1日                                           | 18:00                                         | THEATER MILANO-Za                             |
| 2024年                                        | 4月                                           | 4日                                           | 13:00                                         | THEATER MILANO-Za                             |
| 2024年                                        | 4月                                           | 4日                                           | 18:00                                         | THEATER MILANO-Za                             |
| 2024年                                        | 4月                                           | 5日                                           | 13:00                                         | THEATER MILANO-Za                             |
| 2024年                                        | 4月                                           | 6日                                           | 13:00                                         | THEATER MILANO-Za                             |
| 2024年                                        | 4月                                           | 6日                                           | 18:00                                         | THEATER MILANO-Za                             |
| 2024年                                        | 4月                                           | 7日                                           | 13:00                                         | THEATER MILANO-Za                             |
| 2024年                                        | 4月                                           | 8日                                           | 13:00                                         | THEATER MILANO-Za                             |
| 2024年                                        | 4月                                           | 8日                                           | 18:00                                         | THEATER MILANO-Za                             |
| 2024年                                        | 4月                                           | 11日                                          | 13:00                                         | THEATER MILANO-Za                             |
| 2024年                                        | 4月                                           | 11日                                          | 18:00                                         | THEATER MILANO-Za                             |
| 2024年                                        | 4月                                           | 12日                                          | 13:00                                         | THEATER MILANO-Za                             |
| 2024年                                        | 4月                                           | 13日                                          | 13:00                                         | THEATER MILANO-Za                             |
| 2024年                                        | 4月                                           | 13日                                          | 18:00                                         | THEATER MILANO-Za                             |
| 2024年                                        | 4月                                           | 14日                                          | 13:00                                         | THEATER MILANO-Za                             |
| 2024年                                        | 4月                                           | 15日                                          | 13:00                                         | THEATER MILANO-Za                             |
| 2024年                                        | 4月                                           | 18日                                          | 13:00                                         | THEATER MILANO-Za                             |
| 2024年                                        | 4月                                           | 18日                                          | 18:00                                         | THEATER MILANO-Za                             |
| 2024年                                        | 4月                                           | 19日                                          | 13:00                                         | THEATER MILANO-Za                             |
| 2024年                                        | 4月                                           | 20日                                          | 13:00                                         | THEATER MILANO-Za                             |
| 2024年                                        | 4月                                           | 20日                                          | 18:00                                         | THEATER MILANO-Za                             |
| 2024年                                        | 4月                                           | 21日                                          | 13:00                                         | THEATER MILANO-Za                             |
| 2024年                                        | 4月                                           | 22日                                          | 13:00                                         | THEATER MILANO-Za                             |
| 大阪公演（2024年4月27日 - 5月6日、全12公演）  |                                               |                                               |                                               |                                               |
| 2024年                                        | 4月                                           | 27日                                          | 13:00                                         | 森ノ宮ピロティホール                          |
| 2024年                                        | 4月                                           | 27日                                          | 18:00                                         | 森ノ宮ピロティホール                          |
| 2024年                                        | 4月                                           | 28日                                          | 13:00                                         | 森ノ宮ピロティホール                          |
| 2024年                                        | 4月                                           | 29日                                          | 13:00                                         | 森ノ宮ピロティホール                          |
| 2024年                                        | 4月                                           | 29日                                          | 18:00                                         | 森ノ宮ピロティホール                          |
| 2024年                                        | 4月                                           | 30日                                          | 13:00                                         | 森ノ宮ピロティホール                          |
| 2024年                                        | 5月                                           | 2日                                           | 13:00                                         | 森ノ宮ピロティホール                          |
| 2024年                                        | 5月                                           | 3日                                           | 13:00                                         | 森ノ宮ピロティホール                          |
| 2024年                                        | 5月                                           | 4日                                           | 13:00                                         | 森ノ宮ピロティホール                          |
| 2024年                                        | 5月                                           | 4日                                           | 18:00                                         | 森ノ宮ピロティホール                          |
| 2024年                                        | 5月                                           | 5日                                           | 13:00                                         | 森ノ宮ピロティホール                          |
| 2024年                                        | 5月                                           | 6日                                           | 13:00                                         | 森ノ宮ピロティホール                          |

## 登場人物

### 主要人物
菅原裕一
演 - 丸山隆平
本作の主人公。タレントのスクープを追う芸能記者。
香と勇の熱愛疑惑を担当することになった。
軽い気持ちで撮られた1枚の画像をきっかけに、自身も週刊誌にセクハラ疑惑を書かれ、SNS上で非難にさらされることになる。
今井伸二
演 - 勝地涼
菅原の親友。
菅原からよく仕事の愚痴を聞いているが、内心は菅原の仕事を快く思っていない。
橋本香
演 - 恒松祐里
国民的人気タレント。
人気アーティストの勇と交際している。
香の父で所属事務所の社長でもある浩二の方針でSNSをせず、素顔も出さずに芸能活動をしてきた。
鈴木里美
演 - さとうほなみ
菅原の同棲している恋人。一般企業に勤めている。
菅原とは7、8年同棲しているが菅原からは結婚の気配もなく、里美は年齢的に子供のことも考え、悶々としたものを抱えつつ、同じような日々を過ごすが段々不安が積もっている。
今井と同じく内心は菅原の仕事を快く思っていない。
加藤勇
演 - 九条ジョー
人気アーティスト。天才音楽プロデューサー。
香と交際している。
ある日、とある不祥事がきっかけで芸能界を追放されてしまう。
田村修
演 - 米村亮太朗
香のマネージャー。
野口裕子
演 - 横山由依
香の友人。元地下アイドル。
菅原に香の熱愛をリークした。
橋本智子
演 - 大空ゆうひ
浩二と離婚した香の母。元女優。
現在はスナックのママとして生活している。
香のことを過保護にしすぎず、しっかり大人として扱っているため、香にとって唯一相談できて寄り添ってもらえる人物。
橋本浩二
演 - 風間杜夫
香の父。香が所属する芸能事務所の社長。
過去はスターだったが、スキャンダルで人気と地位を失い、自分の諦めた夢を溺愛する娘に託している。

### その他の登場人物
アケミ
演 - 日高ボブ美
智子が営むスナックのスタッフ。
ヒカル
演 - 青山美郷
智子が営むスナックのスタッフ。

## キャスト
※出典を参照。
- 菅原裕一 - 丸山隆平
- 今井伸二 - 勝地涼
- 橋本香 - 恒松祐里
- 鈴木里美 - さとうほなみ
- 加藤勇 - 九条ジョー
- 田村修 - 米村亮太朗
- 野口裕子 - 横山由依
- 橋本智子 - 大空ゆうひ
- 橋本浩二 - 風間杜夫
- アケミ - 日高ボブ美
- 弁護士・カリスマカメラマン - 松澤匠
- ヒカル - 青山美郷
- 若手記者・ライター - 川綱治加来

### エキストラ（東京公演）
- 内山麻衣子
- 大柿伶
- 大矢巧
- 鍵本尚志
- 加治屋章介
- 菊地翔子

- グッド良平。
- 倉田莉子
- 古賀友樹
- 小宮海里
- 櫻田将平
- 佐藤修作

### 映像出演
- 太田清伸
- 鐵祐貴
- 加藤靖久
- 脇坂兵吾
- タイソン大屋
- 島田香澄
- 蜂谷真未
- 道下広次
- 美玖空

- 伊勢谷能宣
- 藤崎晃雅
- レプスルプス
- 今井実春
- 佐藤勇輝
- 塩塚玲
- 芝原啓成
- 高野渚

- 中村深月
- 仁木祥太郎
- 浜田美保
- 平野史子
- 福冨タカラ
- 丸山港都
- 山田裕記
- ワダタワー

## プロモーション

### 2023年
- 12月19日、本作の情報が解禁された[1][2][3]。

### 2024年
- 1月20日、本作の公演ビジュアルが公開された[57][58]。
- 同年3月31日
  - 本作のプレスコールと囲み取材を行った[4][5][6]。
  - 本作の東京公演の上演が開始し、同年4月22日まで上演された[1][2][3]。
  - 本作の公演プログラム（パンフレット）がオンラインでの販売を開始した[59]。
- 4月27日、本作の大阪公演の上演が開始し、同年5月6日まで上演された[1][2][3]。
- 5月26日、定額動画配信サービス『Hulu』にて「擬似生配信」を実施[25]。擬似生配信終了後は、同年6月26日まで見逃し配信が行われた[25]。

### 2025年
- 5月3日、WOWOWライブにて本作がテレビ初放送予定[26]。さらに、同日よりWOWOWオンデマンドにて配信開始予定[26]。

## グッズ
※出典を参照。
| グッズタイトル                         | 価格    |
| -------------------------------------- | ------- |
| 公演プログラム                         | 2,000円 |
| 公演オリジナルショッパーつきプログラム | 2,100円 |

## スタッフ
※出典を参照。
- 作・演出 - 三浦大輔
- 音楽 - 内橋和久
- 美術 - 愛甲悦子
- 照明 - 三澤裕史
- 音響 - 鏑木知宏
- 衣裳 - 小林身和子
- ヘアメイク - 河村陽子
- 映像 - 荒川ヒロキ
- 演出助手 - 相田剛志
- 舞台監督 - 松下清永
- 演出部 - 八重樫慎一、谷肇、石井研一郎、趙徳安、大熊雅美、藤澤ひろみ
- 照明操作 - 白仁華子、宮田浩二、田口純子、濵田百佳、渡邉凌
- 音響操作 - 塚原康裕、若林なつみ、山下麻里子、百合山真人（大阪公演）、藤本穂乃（大阪公演）
- 衣裳進行 - 伊澤潤子、伊藤優理
- ヘアメイク進行 - 木村久美、中本知佐
- 映像操作 - 十川明、加藤未帆
- 制作助手 - 梶原千晶、城早乙合
- 美術助手 - 寺田万里奈
- 衣裳助手 - 小松沙和
- 演出助手補 - 島田香澄
- アクション指導 - 明樂哲典
- インティマシーコーディネーター - 浅田智穂
- 大道具 - 伊藤清次（C-COM）
- 背景 - 松本邦彦（美術工房拓人）
- 水機構 - 山本喜久雄（スイコウシャ）
- 電飾 - 福冨健司（コマデン）
- 小道具 - 財前光子（高津装飾美術）
- 特殊小道具 - 田中康平（アトリエ・カオス）
- 特殊効果 - 森田大輔（インパクト）
- 特殊小道具製作 - 酒井千春（バックステージ）
- 稽古場 - SIM STUDIO 谷在家
- 運搬 - マイド
- 鑑賞サポート・字幕音声ガイド制作 - Palabra（UDCastLIVE）
- 劇中舞台写真 - 谷古宇正彦、細野晋司
- 衣裳協力 - 宮地美帆、東亜美、Zoff、JAM
- ヘアメイク協力 - 濱口寿子（DaB）、野林あい
- コスメ協力 - Chacott、コスメ・ソフィア
- 映像協力 - トリプル・オー
- 装飾協力 - 東宝映像美術装飾
- 機材協力 - 共立映像、テレビアルファ
- 協力 - MASH、ライティングカンパニーあかり組、アコルト、ORENOTE、Vitamins、stackpictures、鴉屋、ゴーチ・ブラザーズ、渋谷ステージセンター
- 法務アドバイザー - 中村合同特許法律事務所（富岡英次、相良由里子、西村英和）
- 宣伝美術 - 永瀬祐一
- 宣伝写真 - 加藤アラタ
- 宣伝衣裳 - 藤崎コウイチ
- 宣伝へアメイク - 河村陽子、野林あい、濱口寿子
- 宣伝映像 - 原口貴光
- 宣伝広報 - ディップス・プラネット
- 東京公演主催 - Bunkamura
- エグゼクティブ・プロデューサー - 加藤真規
- チーフ・プロデューサー - 森田智子
- プロデューサー - 松井珠美、青山恵理子
- 制作助手 - 小泉廉太郎、今井実春
- 票券 - 金子純恵、越林恵
- 大阪公演主催 - 山田泰彦（サンライズプロモーション大阪）、安田敬秀（サンライズプロモーション大阪）
- 企画・製作 - Bunkamura